# Scandix stellulata
Scandix stellulata är en flockblommig växtart som beskrevs av Sophia G. Tamamschjan. Scandix stellulata ingår i släktet nålkörvlar, och familjen flockblommiga växter. Inga underarter finns listade i Catalogue of Life.